# Emesis zela
Emesis zela is een vlindersoort uit de familie van de prachtvlinders (Riodinidae), onderfamilie Riodininae.
Emesis zela werd in 1870 beschreven door Butler.